# Soproni Szemle
A Soproni Szemle 1937-ben, Heimler Károly a Soproni Városszépítő Egyesület akkori elnöke által alapított helytörténeti folyóirat.

## Története
Kezdeményezését lelkesen felkarolta a város humán értelmisége, akik szerzőkként és előfizetőkként is a lap mellé álltak. Heimler főszerkesztésével 1944-ig nyolc évfolyam látott napvilágot, amelyek összesen csaknem 2500 oldalon közöltek történeti, művészettörténeti, régészeti, irodalomtörténeti tanulmányokat, módszertani és vitacikkeket, valamint könyvismertetéseket. Sopron német megszállása után a folyóirat beszüntette megjelenését. A második világháború után 1954-ig politikai okokból nem engedélyezték újraindítását.
Az ismételt jelentkezésre 1955-től, hosszas előkészítő munka után nyílt lehetőség, amelynek történetét az események 50. évfordulóján Domonkos Ottó ny. múzeumigazgató dolgozta fel. (Lásd Domonkos Ottó cikkét a 2005/1. számban (PDF).) Ettől az évtől kezdve a mai napig folyamatosan, évente négy alkalommal jelenik meg folyóirat. 1955-ben a főszerkesztői tisztséget a Soproni Múzeum akkori igazgatójára, az országosan elismert Csatkai Endre (Lásd Domonkos Ottó cikkét a 2005/4. számban) művészettörténészre bízták, aki írásaival, illetve a Szerkesztőbizottság tagjaként már kezdettől jelen volt a folyóirat munkatársai között. Csatkai kiterjedt kapcsolatainak köszönhetően széles körű, alapos ismeretekkel rendelkező szerzőgárdát tudott megnyerni a folyóiratnak – köztük országosan ismert kutatókat és saját tanítványait egyaránt. A nagyobb történeti, régészeti, irodalomtörténeti tanulmányok mellett szerkesztése alatt virágkorát élte a tudományos igényű „kis színes” rövidebb figyelemfelkeltő írások közlése, amelyek közül sokat saját maga írt. 1970 márciusában bekövetkezett haláláig féltő gonddal, fáradhatatlanul intézte a folyóirat ügyeit.
A Csatkai halálával megüresedett főszerkesztői tisztet Mollay Károly (Lásd Turbuly Éva cikkét a 2005/4. számban) nyelvész professzor vette át, aki szintén az 1937-es indulástól meghatározó egyénisége volt a folyóirat körül felnövekvő kutatógárdának. Kezdetben egyetemi oktatómunkája mellett, 1984-től pedig nyugdíjasként, folytonosan megújuló erővel végezte 25 esztendőn keresztül szeretett szülővárosa folyóiratának szerkesztését. Az általa meghatározott tematika jegyében, elsősorban a Szerkesztőségtől várta el, hogy cikkeket írjanak, amiben ő maga járt elöl. Joggal írhatta Jankó Ferenc 2005-ben közzétett tudománymetriai elemzésében, hogy „Mollay Károly a Soproni Szemle történetének valószínűleg örökre a legmeghatározóbb alakja marad.” Szerkesztősége idején nagyobb hangsúlyt kaptak a társadalomtörténeti jellegű írások és a levéltári anyagra épülő terjedelmes forrásközlések; ezáltal a folyóirat jellege tudományosabb, de némileg „szikárabb” lett. A Rendszerváltozás idején sokat tett azért, hogy a Szemle a napi politikától távol maradva, eredményesen folytassa működését. A folyóirat visszatért a Városszépítő Egyesület keretei közé, főszerkesztője pedig aktívan hozzájárult ahhoz, hogy 1993 januárjától az Egyesületen belül önálló jogi személyként létrehozzák a Soproni Szemle Alapítványt, amelynek Kuratóriuma őrködik a lap megjelentetésének jogi és pénzügyi keretei felett. A Kuratórium első elnökének Ádám Antal geofizikust, az MTA rendes tagját választották.
Mollay Károly betegeskedése idején, illetve elhunyta után 1996-97-ben Turbuly Éva, a Soproni Levéltár igazgatója gondoskodott a folyóirat megjelenéséről.

## Jelenleg
A jelenlegi Szerkesztőség, amelynek tagjai között a Soproni Levéltár és a Soproni Múzeum számos munkatársa megtalálható, 1998 januárjától működik együtt a folyóirat megjelentetésében a folytonosságot képviselő Szerkesztőbizottsággal. Céljuk a Szemle régi szerzőgárdája mellett új szerzők: fiatal kutatók, Sopron és környéke történetével egy-egy általánosabb téma feldolgozása kapcsán szembesülő szakemberek megnyerése a szerzők (és természetesen az olvasók) körébe. Esetenként Sopronnal foglalkozó külföldi szerzők munkáit is közlik. Az egyes folyóiratszámok összeállításánál a tematikus szerkesztés elvét követik, azaz igyekszenek valamilyen szempontból összetartozó írásokat összeválogatni. Hangsúlyt fektetnek a város életében fontos szerepet játszó évfordulók történeti hitelességű bemutatására is. Így 2006/3. számukban az 1956-os forradalom, 2006/2. és 4. számukban a soproni és Sopron környéki németség kitelepítésének évfordulója alkalmából jelentettek meg új kutatásokon alapuló tanulmányokat, valamint visszaemlékezéseket.

## Szerkesztők, fő- és felelős szerkesztők
- Heimler Károly főszerkesztő 1937-1943
- Ruhmann Jenő szerkesztő 1944
- Csatkai Endre szerkesztő 1955-1970
- Mollay Károly szerkesztő 1970-1978
- Mollay Károly főszerkesztő 1979-1995
- Mollay Károly a szerkesztőbizottság elnöke 1996-1997
- Turbuly Éva főszerkesztő 1996–1997
- Szende Katalin felelős szerkesztő 1998-

## Kiadók
- Soproni Városszépítő Egyesület 1937-1944
- Sopron Város Tanácsa 1955-1965
- Győr-Sopron megyei Lapkiadó Vállalat 1966-1990
- Kisalföldi Kiadó Bt. 1991-1992
- Soproni Szemle Alapítvány 1993-
- Sopron Megyei Jogú Város Önkormányzatának támogatásával 1996-1997
- Sopron Megyei Jogú Város támogatásával 1998-

## Digitális változat
- A Soproni Szemle az Elektronikus Periodika Archívumban